# Сердце всякого человека
«Сердце всякого человека» (англ. Any Human Heart) — британский телесериал 2010 года режиссёра Майкла Сэмюэлса. Экранизация одноимённой повести 2002 года британского писателя Уильяма Бойда. В 2011 году сериал был награждён премией BAFTA TV Award как лучшая телевизионная драма. Был выпущен на DVD 27 декабря 2010 года.

## Сюжет
Четыре актёра изображают главного героя Логана Маунтстюарта (1906—1991) в течение его насыщенной жизни. Учёба в Оксфорде; литературный успех; бесчисленные связи и два брака; одна катастрофическая настоящая любовь; шпионские приключения в тылу неприятеля; флирт с Уоллис Симпсон; столкновения с Эрнестом Хемингуэем и Яном Флемингом; сексуальный скандал в Нью-Йорке; нищета в Пимлико; сомнительный героизм к концу и, может быть, даже желанная смерть.

## В ролях
| Актёр              | Роль                            |
| ------------------ | ------------------------------- |
| Джим Бродбент      | Логан Маунтстюарт (в старости)  |
| Мэттью Макфэдиен   | Логан Маунтстюарт (взрослый)    |
| Сэм Клафлин        | Логан Маунтстюарт (в молодости) |
| Колин Нилон        | Логан Маунтстюарт (в детстве)   |
| Хейли Этвелл       | Фрейя Деверелл                  |
| Эд Стоппард        | Бен Липинг                      |
| Сэмюэл Уэст        | Питер Скабиус                   |
| Джиллиан Андерсон  | Уоллис Симпсон                  |
| Том Холландер      | Эдуард, герцог Виндзорский      |
| Ким Кэтролл        | Глория Скабиус                  |
| Холлидей Грейнджер | Тесс Скабиус                    |
| Фредди Фокс        | Питер Скабиус (в молодости)     |
| Джулиан Овенден    | Эрнест Хемингуэй                |
| Эмиральд Феннел    | Лотти                           |
| Иоланда Васкес     | Encarnacion                     |
| Эсме Бьянко        | Бетти                           |
| Элис Хенли         | горничная                       |
| Лидия Уилсон       | Петра                           |

## Награды и номинации

### Награды
- 2011 — BAFTA TV Award — Лучший драматический телесериал
- 2011 — BAFTA TV Award — Лучшая музыка — Дэн Джонс
- 2011 — RTS Television Award — Лучший актёр — Джим Бродбент
- 2011 — RTS Craft & Design Award — Лучший графический дизайн титров

### Номинации
- 2011 — Эмми — Лучшая музыкальная тема для вступительных титров — Дэн Джонс
- 2011 — Эмми — Лучшие вступительные титры
- 2011 — Эмми — Лучшая музыка для мини-сериала, телефильма или специального выпуска — Дэн Джонс (2 серия)
- 2011 — Эмми — Лучший звуковой монтаж для мини-сериала, телефильма или специального выпуска — 2 серия
- 2011 — BAFTA TV Award — Лучший актёр — Джим Бродбент
- 2011 — BAFTA TV Award — Лучшая актриса второго плана — Джиллиан Андерсон
- 2011 — BAFTA TV Award — Лучший дизайн костюмов
- 2011 — BAFTA TV Award — Лучший грим и причёски
- 2011 — BAFTA TV Award — Лучший звук
- 2011 — BAFTA TV Award — Лучшая операторская работа и работа осветителя
- 2011 — Broadcasting Press Guild Award — Лучший драматический телесериал
- 2011 — OFTA Television Award — Лучшая актриса второго плана в фильме или мини-сериале — Джиллиан Андерсон
- 2011 — RTS Television Award — Лучший драматический телесериал
- 2012 — ASC Award — Лучшее использование архивных видеоматериалов в фильме или мини-сериале — 2 серия